# ماسک (پویانمایی)
ماسک: مجموعه پویانمایی یک برنامه تلویزیونی پویانمایی است که بر پایه شخصیت ماسک که از ابرقهرمانهای کتاب‌های کمیک است، در ۵۴ قسمت ۲ دقیقه‌ای ساخته شد. این مجموعه توسط استودیوهای فیلم‌سازی فیلم رومن و سانبو ساخته شد و از ۱۲ اوت ۱۹۹۵ تا ۱۳ دسامبر ۱۹۹۷ پخش شد.

## شخصیت‌ها
- استنلی ایپکیس/ ماسک: شخصیت اصلی مجموعه. او به جای خلاص شدن از شر ماسک، همچون آنچه در فیلم نشان داده می‌شود، آن را نگه می‌دارد. او در مجموعه تلویزونی نیز گاه تلاش می‌کند تا صورتک را به دور اندازد یا آن را نابود کند ولی هر بار به دلایل گوناگونی چون آمدن یک دشمن تازه ناچار می‌شود از آن استفاده کند. او از صورتک برای رو در رو شدن با دشمنان متعددی بهره می‌برد، دشمنانی که نیروهای فراطبیعی دارند. شخصیت او دوگانه‌است: در حالی که استنلی آدمی کم‌رو و خجالتی است با احساس قوی مسوولیت‌پذیری، ماسک هیچ مسوولیت مهمی ندارد، پلیس را به مسخره می‌گیرد و گاه به گفته‌استنلی «به جای آنکه به مبارزه با شروران بپردازد برای شنای واتر پولو به کوکو بانگو می‌رود.» این دو شخصیت همانند دو انسان مختلف هستند و با آنکه در واقعیت دو روی یک انسان هستند، از آن‌ها جدا جدا یاد می‌شود.
- میلو سگ استنلی. رفتار متغیر است؛ او گاه به گونه‌ای رفتار می‌کند که گویی یک سگ نادان است و گاه آنچنان هوشمند است که گویی هوشی فراطبیعی دارد. در بعضی صحنه‌ها این میلو است که ماسک را برای استنلی می‌برد. گاهی نیز خود او ماسک را بر چهره می‌زند که باعث می‌شود تبدیل به جانورانی عجیب شود (راکن، گاو نر، اژدها،...).
- پگی برنت: گزارشگر و دوست استنلی، پگی یکی از معدود کسانی است که راز استنلی را می‌داند. در فیلم، او استنلی را در جنگ با تبهکاران تنها می‌گذارد و این باعث سرد شدن دوست شان می‌شود؛ اما پس از آن به تدریج روابط آن دو پس از آنکه او چندین بار جان استنلی را نجات می‌دهد، بهتر می‌شود. او در کل مخالف آن است که استنلی از شر ماسک خلاص شود و از اینکه از خطرات گزارش تهیه کند لذت می‌برد.
- ستوان میچ کلاوی: ستوان پلیسی بی رحم و عصبانی که به شدت به دنبال دست یافتن به ماسک است. او به خوبی می‌داند که استنلی همان ماسک است اما هیچ گاه نتوانسته تا آن را به اثبات برساند و هر بار به سخره گرفته می‌شود.
- دویل: همکار ستوان کلاوی. او اندکی چاق حریص و بسیار بی کفایت است. او نسبت به آنکه استنلی همان ماسک است و ماسک انسان تبهکاری است به دیده تردید می‌نگرد و در بعضی قسمت‌ها حتا به کمک قهرمان می‌شتابد. در یک قسمت مشخص می‌شود که او عاشق داستان‌های کمیک استریپ است.
- چارلی شوماخر: دوست استنلی که پس از اتفاقات فیلم به ریاست بانک می‌رسد. او همواره به دنبال زنان است و استنلی گاه ناچار می‌شود تا کارهایش را برای او انجام دهد.